# Федосино (Псковская область)
Федосино — деревня в Бережанской волости Островского района Псковской области.

## География
Расположена на берегу реки Утроя, в 16 км к юго-западу от города Остров.

## Население
| 2001 | 2002 | 2010 |
| ---- | ---- | ---- |
| 66   | ↘56  | ↘43  |

Численность населения деревни по состоянию на 2000 год составляла 66 жителей.

## История
До 2005 года входила в состав ныне упразднённой Пальцевской волости в качестве её административного центра.